# 7 Dywizjon Artylerii Przeciwlotniczej (PSZ)
7 Dywizjon Artylerii Przeciwlotniczej (7 daplot) – oddział artylerii przeciwlotniczej 7 Dywizji Piechoty Polskich Sił Zbrojnych.

## Formowanie i zmiany organizacyjne

### 7 daplot pierwsze formowanie w składzie PSZ w ZSRR
7 dywizjon artylerii przeciwlotniczej sformowano po raz pierwszy na podstawie rozkazu Dowódcy Polskich Sił Zbrojnych w ZSRR gen. dyw. Władysława Andersa nr Ldz. 140 z dnia 20 października 1941 r. W Ośrodku Organizacyjnym Armii podjęto organizację 7 Dywizji Piechoty. W jej składzie przy 7 pułku artylerii lekkiej w Tockoje podjęto organizację 7 daplot. Dywizjon formowano z oficerów i szeregowych przybywających do PSZ w ZSRR z obozów jenieckich, obozów pracy i miejsc zesłania. Z przybywających żołnierzy, którzy służyli w 1939 r. w artylerii przeciwlotniczej formowano kadry dywizjonu, sukcesywnie uzupełnianych ochotnikami i poborowymi. Dowództwo formowanego dywizjonu objął kpt. Teodor Dobrowolski. Z uwagi na stan fizyczny i sanitarny przybywających żołnierzy starano się zapewnić im podstawowe warunki bytowe i zdrowotne. Brakowało dostatecznej ilości umundurowania, żywności i leków. Stan kadrowy dywizjonu nie otrzymał żadnej broni i wyposażenia niezbędnego do szkolenia. Po sformowaniu szkieletu organizacyjnego dywizjonu według etatu radzieckiego, podjęto podstawowe szkolenie wojskowe, ale głównie ze względu na niskie temperatury starano się zapewnić podstawowe warunki zakwaterowania. Z uwagi na brak perspektyw dalszego rozwoju Armii w dotychczasowym miejscu zakwaterowania, a głównie ze względu na brak możliwości zakwaterowania zaniechano pod koniec grudnia 1941 dalszego formowania 7 daplot. Po przeniesieniu OOA wraz z 7 daplot do Guzar w Uzbeckiej Socjalistycznej Republice Radzieckiej nazwę jego zmieniono na zapasowy dywizjon artylerii przeciwlotniczej.   

### 7 daplot drugie formowanie w składzie PSZ w ZSRR
5 stycznia 1942 dowódca armii wydał rozkaz organizacyjny zgodnie z którym 7 Dywizja Piechoty miała być formowana ponownie na podstawie etatów brytyjskich, w jej składzie ponownie podjęto formowanie 7 dywizjonu artylerii przeciwlotniczej. Po przywiezieniu zalążek kadrowych dywizjonu z Tockoje 28 stycznia 1942 r. w Kermine podjęto organizację 7 daplot pierwszym dowódcą został ppor. W. Siemiński. W pierwszym okresie formowania z uwagi na uciążliwy klimat prowadzono głównie działania mające na celu zapewnienie dostatecznych warunków sanitarnych, żywnościowych i bytowych. W pierwszych dniach lutego 1942 roku umundurowano żołnierzy w mundury wzoru brytyjskiego. Przybywający ochotnicy i żołnierze przybywali z więzień, obozów pracy i miejsc zesłania ich stan fizyczny był bardzo zły. Dowództwo dywizjonu objął kpt. Karol Zieliński. Podstawowe szkolenie wojskowe prowadzono w ograniczonym zakresie. Dywizjon nie posiadał broni strzeleckiej, jedynie korzystał okresowo z wypożyczonej z 5 Dywizji Piechoty, nie posiadał też armat przeciwlotniczych i niezbędnego wyposażenia. 15 kwietnia 1942 r. do dywizjonu przybyło 5 oficerów i 3 podchorążych z 5 dywizjonu artylerii przeciwlotniczej 5 DP przeszkolonych na kursie artylerii przeciwlotniczej w Centrum Wyszkolenia Artylerii w Karasu. Pod koniec marca 1942 nastąpiła I ewakuacja, w ramach której z dywizjonu odjechało kilkunastu żołnierzy chorych i obecnie nienadających się do służby. Przyjmowano dalszych ochotników i poborowych w dniu 10 maja stan dywizjonu wynosił ponad 100 żołnierzy. 11 maja 1942 r. sformowano pluton szkoły podoficerskiej dywizjonu. Z uwagi na upały zajęcia nie odbywały się w godz. 10.00-16.00, wielu żołnierzy chorowało na czerwonkę, tyfus i malarię. Spośród żołnierzy dywizjonu zmarło kilkunastu z chorób i niedostatecznych warunków sanitarnych. Na początku sierpnia 1942 r. 7 daplot został załadowany do transportów kolejowych i skierowany do Krasnowodzka. 8 sierpnia w ramach II ewakuacji przemieścił się do portu w Krasnowodzku, skąd drogą morska został przetransportowany do portu Pahlewi w Iranie. Po zejściu 10 sierpnia ze statku chorzy żołnierze zostali zabrani do szpitala, pozostali poddani dezynfekcji i po okresie kwarantanny zostali drogą kołową przetransportowani do Iraku. 18 sierpnia dywizjon dotarł do Khanaqin, gdzie został zakwaterowany w namiotach obok 22 pułku piechoty. Prowadzono na miejscu początkowo działania prozdrowotne, leczono żołnierzy z malarii, szkorbutu, prowadzono odżywianie, lekkie zajęcia sportowe i umiarkowane wojskowe. We wrześniu dywizjon liczył ponad 150 żołnierzy, poza oddziałem jeszcze duża grupa była w szpitalach brytyjskich. 18 października nastąpiła zmiana dowódcy dywizjonu miejsce odchodzącego kpt. Karola Zielińskiego zajął por. Mrazek. Podejmowano szkolenie wojskowe i wstępne artyleryjskie. Na mocy rozkazu dowódcy Armii Polskiej na Wschodzie nr 259/I/42 z dnia 10 listopada 1942 r. dywizjon został przeformowany i dał podstawę do sformowania 8 pułku artylerii przeciwlotniczej ciężkiej.

## Obsada personalna 7 daplot
- dowódca dywizjonu – kpt. Karol Zieliński
- dowódca 1 baterii – por. S. Jankowski
- dowódca 2 baterii – ppor. M. Wolski
- dowódca plutonu szkoły podoficerskiej – ppor. J. Kukliński[1]